# Arroyo Sauce (Arroyo Solís Grande)
Der Arroyo Sauce ist ein im Süden Uruguays gelegener Fluss.
Er entspringt in der Abra de Castellanos nordöstlich des Cerro Aguiar. Auf seinem Verlauf nach Westen bildet er die Departamento-Grenze zwischen Lavalleja und Maldonado und passiert Paso del Sauce und Paso Sauce. Er mündet als linksseitiger Nebenfluss südlich von Solís de Mataojo in den Arroyo Solís Grande, nachdem unmittelbar zuvor der Arroyo Mataojo sich mit ihm vereinigt hat.